# 第五號屠宰場
《第五號屠宰場》（英語：Slaughterhouse-Five; or, The Children's Crusade: A Duty-Dance With Death）是美國作家克爾特·馮內果的小說作品，於1969年出版，也是他生涯的代表作之一。1945年，德勒斯登遭到大轟炸時，馮內果本人正巧身在德國，他與其他戰俘一起，在第五號屠宰場地貯存獸肉的地窖裡捱過了一夜，逃避了頭頂上的一場狂轟濫炸。二次大戰的親身經歷，衍生了這部史上以來最偉大的反戰書之一，所以是根據他在德勒斯登大轟炸的真實經歷而成的作品。

## 故事簡介
故事的主人翁畢勒是一個可以穿梭時空的人，他將這種能力稱為時光旅行。因此故事並不是一條直線的開展，而是如電影手法中的蒙太奇一般，可以隨意看到他的出生與死亡。第二章即如此敘述：「畢勒‧皮爾格林已經無視於時間的存在了。」
在畢勒的時光旅行中，1945年的德勒斯登大轟炸和被外星人綁架到特拉法馬鐸星球，是小說中最關鍵的安排。畢勒曾經試著寫信給新聞報將特拉法馬鐸星球的事公諸於世：「當特拉法馬鐸上的人看到一具屍體的時候，他想到的只是這個人在此一特定時刻正處不良情況，但他在其他的許多時刻中卻活得好好的。現在，當我自己聽說某人死了，我只不過聳聳肩，學著特拉法馬鐸的人對死人的語氣說：事情就是這樣（So it goes）。」
小說裡將所有令人悲傷的死別，包括畢勒的戰俘時期、德勒斯登大轟炸、岳父的空難、妻子的死亡，全部用一句「事情就是這樣（So it goes）」來詮釋，並以黑色幽默來反擊天地的不仁。
書中的戰爭描寫，也引起了廣大美國青年的迴響，稱其為最偉大的反戰書。1969年此書出版的同時，正逢越戰，亦有《第五號屠宰場》促成了美國退出越戰一說。

## 評價
《第五號屠宰場》被廣泛的視為是20世紀相當重要的經典作品，在紐約公共圖書館選出的20世紀百大英文小說中，《第五號屠宰場》名列第18名。

## 中譯本
- 洛夫譯：《第五號屠宰場》（台北：星光出版社，1975；再版，台北：麥田出版，1993）
- 陳枻樵譯：《第五號屠宰場》（台北：麥田出版，2016）
- 虞建华译：《五号屠场》 （南京：译林出版社，2018）

## 外部連結
- 维基语录上有关Slaughterhouse-Five的语录
- 官方网站
- Kurt Vonnegut discusses Slaughterhouse-Five （页面存档备份，存于） on the BBC World Book Club
- Kilgore Trout Collection
- Photos of the first edition of Slaughterhouse-Five （页面存档备份，存于）
- Visiting Slaughterhouse Five in Dresden （页面存档备份，存于）
- Slaughterhous Five – Pictures of the area 65 years later （页面存档备份，存于）
- Slaughterhouse Five digital theatre play